# 岩石教堂 (德國)
岩石教堂（德語：Felsenkirche）是一座位於德國城市伊達爾-奧伯施泰因的教堂，也是當地的標誌性建築。岩石教堂修建於一座山洞之中，修建於1482年至1484年之間。

## 外部連結
- Homepage der Felsenkirche Idar-Oberstein （页面存档备份，存于）

49°42′20″N 7°19′44″E / 49.705526000223465°N 7.328872165940941°E